# Zakoljena vena
Zakoljena vena (lat. vena poplitea) je vena u nozi, koja odvodi deoksigeniranu krvu iz potkoljenice i koljenog zgloba.
Zakoljena vena nastaje spajanjem prednjih goljeničnih vena (lat. venae tibiales anteriores) i stražnjih goljeničnih vena (lat. venae tibiales posteriores), kod tetivnog luka širokog listolikog mišića (lat. musculus soleus), odvodi krv sve do lat. hiatus tendinenus (otvor među nitima velikog mišića primicača, lat. musculus adductor magnus) gdje se nastavlja kao bedrena vena (lat. vena femoralis).
Zakoljene vena svojim tijekom prati zakoljenu arteriju (lat. arteria poplitea), i ovijene su zajedničkom vezivnom ovojnicom.
Pritoke zakoljne vene su (uz prednju i stražnju goljeničnu venu):
- Mala potkožna vena (lat. vena saphena parva)
- i vene koje prate ogranke zakoljene arterije.